# Play In Challenger Lille 2024
Il Play In Challenger Lille 2024 è stato un torneo maschile tennis professionistico. È stata la 6ª edizione del torneo, facente parte della categoria Challenger 100 nell'ambito dell'ATP Challenger Tour 2024, con un montepremi di 120 000 €. Si è giocato dal 26 febbraio al 3 marzo 2024 sui campi in cemento indoor del Tennis Club Lillois Lille Métropole di Lille, in Francia.

## Partecipanti

### Teste di serie
| Nazionalità | Giocatore                  | Ranking* | Testa di serie |
| ----------- | -------------------------- | -------- | -------------- |
| Francia     | Arthur Rinderknech         | 86       | 1              |
| Stati Uniti | Brandon Nakashima          | 90       | 2              |
| Francia     | Benoît Paire               | 111      | 3              |
| Belgio      | Zizou Bergs                | 124      | 4              |
| Francia     | Grégoire Barrère           | 125      | 5              |
| Moldavia    | Radu Albot                 | 150      | 6              |
| Germania    | Benjamin Hassan            | 152      | 7              |
| Francia     | Giovanni Mpetshi Perricard | 162      | 8              |

* Ranking al 19 febbraio 2024.

### Altri partecipanti
I seguenti giocatori hanno ricevuto una wild card per il tabellone principale:
- Arthur Gea
- Benoît Paire
- Lucas Pouille

I seguenti giocatori sono entrati in tabellone come alternate:
- Mattia Bellucci
- Mark Lajal

I seguenti giocatori sono passati dalle qualificazioni:
- Arthur Bouquier
- Tristan Lamasine
- Hazem Naw
- Manuel Guinard
- Henri Squire
- Michael Geerts

Il seguente giocatore è entrato in tabellone come lucky loser:
- Oscar Otte

## Punti e montepremi
| Torneo    | Torneo              | V      | F     | SF    | QF    | 2T    | 1T    | Q | Q2  | Q1  |
| Singolare | Punti               | 100    | 50    | 25    | 14    | 7     | 0     | 4 | 2   | 0   |
| Singolare | Premi in denaro (€) | 16 020 | 9 415 | 5 555 | 3 240 | 1 900 | 1 160 | – | 580 | 290 |
| Doppio    | Punti               | 100    | 50    | 25    | 14    | –     | 0     | – | –   | –   |
| Doppio    | Premi in denaro (€) | 6 845  | 4 050 | 2 400 | 1 420 | –     | 800   | – | –   | –   |

## Campioni

### Singolare
Arthur Rinderknech ha sconfitto in finale  Joris De Loore con il punteggio di 6–4, 3–6, 7–6(8).

### Doppio
Christian Harrison /  Marcus Willis hanno sconfitto in finale  Titouan Droguet /  Giovanni Mpetshi Perricard con il punteggio di 7–6(6), 6–3.